# 小野忠重版画館
小野忠重版画館 （おの ただしげ はんがかん）は、東京都杉並区阿佐谷北にある美術館だった。版画家・版画研究家であった小野忠重の作品を所蔵していた。館長は、小野忠重の次男である小野近士だった 。

## 概要
小野忠重版画館は、昭和期に版画家及び版画研究家として活動した小野忠重の作品を中心とする美術館であった。東京都杉並区の住宅地にある忠重の旧居を改造した美術館であり、忠重の次男である小野近士（おの ちかし）館長の住宅を兼用していた 。

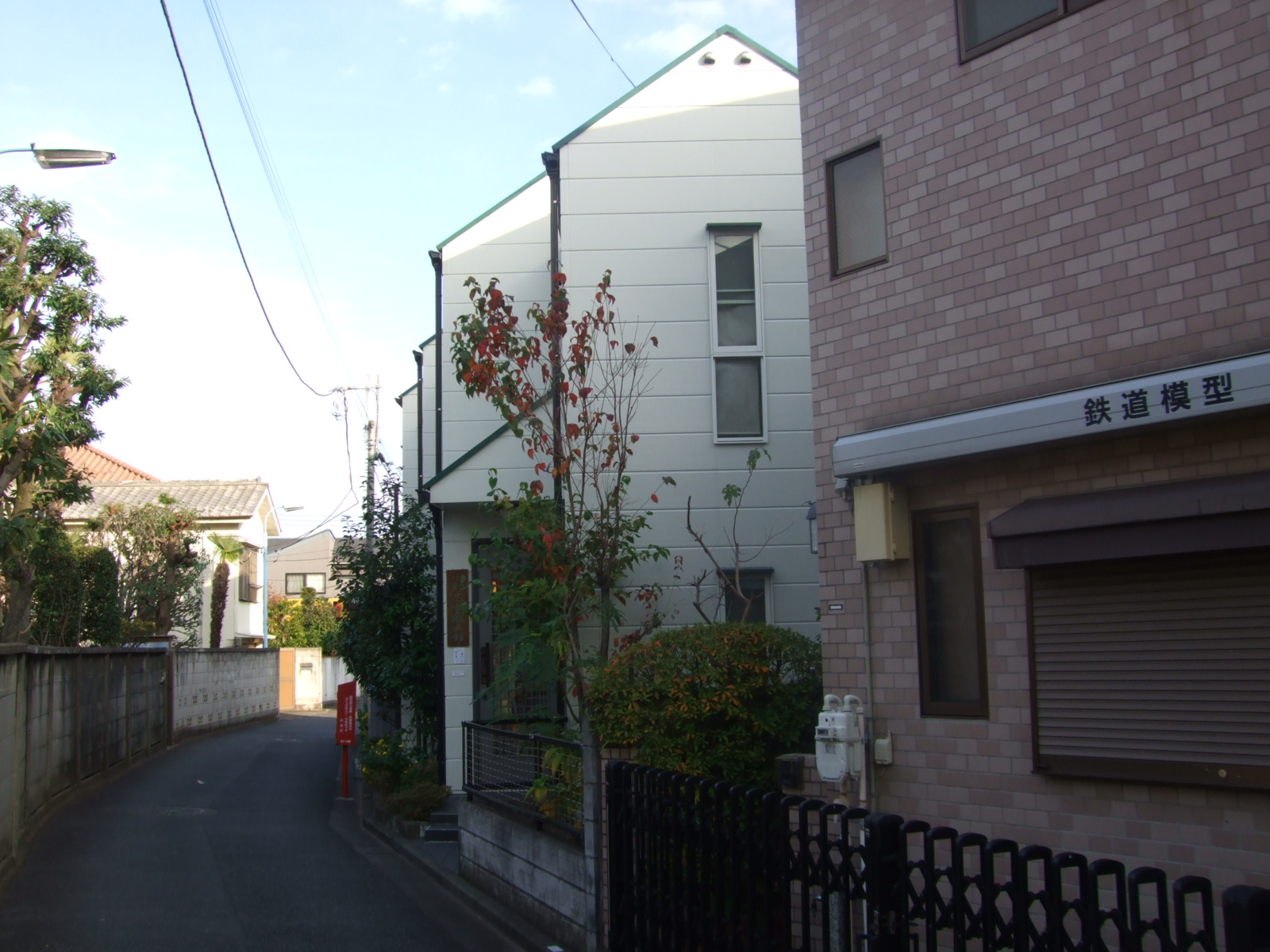
小野忠重版画館全景 (2010年12月)

1990年（平成2年）に死去した小野忠重は、莫大なコレクションを遺した。それは、1,000点以上にのぼる忠重自身の作品のほかに、他の作家による数多くの版画作品や膨大な版画研究の資料を含むものだった。小野近士は、父から受け継いだコレクションを広く世に公開したいと考え、美術専門家の協力を得つつ、妻とともに膨大な作品や資料を整理し直し、1994年（平成6年）10月16日、小野忠重版画館を開館させた 。
版画、素描、版画の研究資料などの収蔵品は約3,000点にのぼり、そのうち、小野忠重の木版画が700点、素描が1,500点を占めている。軍服に身を包み、「将軍」になりきる浮浪者のような人物をモデルにした『将軍』（1934年）、第3回東京国際版画ビエンナーレ展出品作品の『広場の子 ヴェネチア』（1962年）、風そよぐ中で大地をしっかりと踏みしめる3人の女性の後ろ姿を描いた代表作『風』（1975年）などがあった。
展覧会は、年数回、企画展を開催している。また、小冊子『版の繪』（1995年-2001年）、画集『小野忠重全版画』（2005年）などの出版活動、ポストカードの販売を行なっている（詳細については、後述「展覧会の開催」「出版活動」参照）。

## 主な収蔵品
- 小野忠重 『将軍』 （1934年）
- 小野忠重 『シベリアの野』 （1961年）
- 小野忠重 『広場の子 ヴェネチア』 （1962年）
- 小野忠重 『ナポリ・うら街』 （1965年）
- 小野忠重 『風』 （1975年）
- 小野忠重 『老人の海』 （1975年）

## 展覧会の開催
小野忠重版画館では、年数回、テーマを定めて企画展を開催していた。過去に開催された展覧会の開催期間及びタイトルは、次のとおりである（ただし、2005年（平成17年）末以降については、不完全なリストとなっている） 。
- 1994年（平成6年）
  - 10月16日-12月25日 「小野忠重木版画と新版画集団第1回展再現展」
- 1995年（平成7年）
  - 1月15日-2月19日 「小野忠重木版画と亥歳の年賀状展」
  - 3月22日-5月21日 「民衆の詩・小野忠重展」および「初期創作版画資料展」
  - 6月24日-8月6日 「戦前戦後を見つめて・小野忠重展」
  - 9月9日-11月12日 「小野忠重初期風景画展」および「初期リノカット展」
  - 12月1日-翌年1月21日 「子歳の年賀状展と小野忠重展」
- 1996年（平成8年）
  - 3月22日-5月5日 「小野忠重大判版画展」および「プロレタリア美術資料展」
  - 6月22日-8月4日 「イタリア紀行 -版画と素描・小野忠重展」
  - 9月25日-11月24日 「新版画集団の記録展」
  - 12月11日-翌年1月19日 「丑歳の年賀状展と小野忠重展」
- 1997年（平成9年）
  - 3月15日-5月11日 「知られざる1930年代 -谷中安規・平川清蔵を中心に」展および「小野忠重 -海と人展」
  - 6月21日-8月3日 「フランス紀行・小野忠重展」
  - 9月20日-11月16日 「版画青春 -創作版画誌の全貌展」
  - 12月6日-翌年1月18日 「寅歳の年賀状と小野忠重展」
- 1998年（平成10年）
  - 3月14日-5月3日 「銅版画の世界 -初代玄々堂から濱田知明まで-展」
  - 5月30日-7月5日 「ラインそしてオランダへ -小野忠重 版画・素描-展」
  - 9月23日-11月15日 「版画に生きた人びと -造形版画協会の記録-展」
  - 11月28日-翌年1月17日 「卯歳の年賀状と小野忠重展」
- 1999年（平成11年）
  - 3月20日-5月9日 「石版画のあけぼの展」
  - 9月25日-11月7日 「藤牧義夫と新版画集団展」
  - 11月27日-翌年1月16日 「辰歳の年賀状と小野忠重展」
- 2000年（平成12年）
  - 3月18日-5月7日 「石版画の魅力 -織田一磨を中心に-展」
  - 6月10日-7月30日 「欧州紀行 -小野忠重展」
  - 9月23日-11月5日 「小野忠重 -戦後の出発展」
  - 11月18日-翌年1月21日 「巳歳の年賀状と小野忠重展」
- 2001年（平成13年）
  - 4月14日-7月1日 「青春を謳う -1920年代の版画-展」
  - 9月15日-10月28日 「小野忠重傑作版画展」および「美の発見 -小野忠重の著作活動」展
  - 11月17日-翌年1月20日 「午歳の年賀状と小野忠重展」
- 2002年（平成14年）
  - 4月6日-6月30日 「小野忠重版画展」および「絵本・カリカレ展」
  - 9月7日-11月3日 「日本再発見 -小野忠重版画展」
  - 11月16日-翌年1月19日 「未歳の年賀状と小野忠重展」
- 2003年（平成15年）
  - 4月19日-6月30日 「昭和の東京 -小野忠重展」および「版画荘の作家たち展」
  - 9月13日-11月9日 「小野忠重 旅・人・海 展」
  - 11月16日-翌年1月8日 「申歳の年賀状と小野忠重展」
- 2004年（平成16年）
  - 4月15日-6月27日 「小野忠重版画の技法の軌跡展」
  - 9月23日-11月7日 「欧州の旅・日本の旅展」
  - 11月20日-翌年1月20日 「酉歳の年賀状と小野忠重展」
- 2005年（平成17年）
  - 4月14日-6月26日 「うみ・とり・人びと -小野忠重展」
  - 10月22日-12月4日 「小野忠重傑作版画展」
- 2006年（平成18年）
- 2007年（平成19年）
- 2008年（平成20年）
- 2009年（平成21年）
- 2010年（平成22年）
  - 12月4日-翌年1月23日 「卯歳年賀状展」
- 2011年（平成23年）
  - 4月9日-6月26日 「小野忠重・欧州紀行展」[13]
  - 9月15日-10月30日 「創作石版画の世界」および「小野忠重 -街・人」[14]
  - 12月10日-翌年1月22日 「辰歳年賀状展」[15]
- 2012年（平成24年）
  - 3月31日-6月10日 「海の詩・小野忠重展」[16]
  - 9月7日-10月28日 「版画の青春 -版画誌の若ものたち-」[17]
  - 12月8日-翌年1月20日 「巳歳年賀状展」[18]

## 出版活動

### 『版の繪』
小野忠重版画館は、1995年（平成7年）から2001年（平成13年）にかけて、美術専門家の水沢勉、今井圭介らの協力を得て、『版の繪』という名の小冊子を編集・発行していた。第10号をもって、終刊となった。各号のタイトルおよび発行年月日は次のとおりである。
- 創刊号 「特集：初期創作版画資料展」 1995年4月25日発行
- 第2号 「特集：小野忠重初期風景画展」「初期リノカット展」[注 2] 1995年9月9日発行
- 第3号 「特集：小野忠重大判版画展」「プロレタリア美術資料展」[注 2] 1996年3月1日発行
- 第4号 「特集：新版画集団の記録」 1996年12月15日発行
- 第5号 「特集：知られざる1930年代 -谷中安規・平川清蔵を中心に」 1997年3月15日発行
- 第6号 「特集：版画の青春 -創作版画誌の全貌」 1997年9月20日発行
- 第7号 「特集：版画に生きた人びと -造形版画協会の記録」 1998年10月20日発行
- 第8号 「特集：藤牧義夫と新版画集団」 1999年10月8日発行
- 第9号 「特集：小野忠重 -戦後の出発」 2000年9月23日発行
- 第10号 「特集：小野忠重の著作活動」 2001年9月15日発行

### 『小野忠重版画館ニュース』
小野忠重版画館が、2002年（平成14年）より編集・発行している。各号のタイトルおよび発行年月日は次のとおりである 。
- №1 「雑誌『カリカレ』の世界」 2002年8月15日発行
- №2 「版画荘の出版物」 2003年4月19日発行

### その他
上記のほか、小野忠重版画館の刊行物としては、以下のものがある。
- 小野忠重版画館編 『藤牧義夫』 小野忠重版画館、1999年（平成11年）9月25日発行
  - 版画家藤牧義夫の作品図版、解説、略年譜などを収録 [21]。
- 小野忠重版画館編 『小野忠重全版画』 求龍堂、2005年（平成17年）11月21日発行、ISBN 4-7630-0524-3
  - 小野忠重版画館開館10周年を期して編まれた画集[22]。小野忠重の全版画作品目録、詳細年譜、文献一覧などを収録するほか、巻末には「小野忠重版画館 活動記録」と題して、2005年（平成17年）までの展覧会記録や刊行物目録を収録している。
  - 1,000部限定で刊行された。

## 所在地及び交通手段
- 所在地：東京都杉並区阿佐谷北二丁目25番16号（北緯35度42分21.85秒 東経139度37分48.41秒 / 北緯35.7060694度 東経139.6301139度）
- 交通手段：JR東日本中央線快速、中央・総武線 阿佐ケ谷駅北口下車、西方の荻窪方面へ徒歩8分

## その他
- 開館日については、注意が必要である。企画展開催期間中は月曜日から水曜日までが休館となり、ほかに展示替え期間中や年末年始が休館となる [23][9]。